# Peter Williams (rugby à XV)
Pour les articles homonymes, voir Peter Williams et Williams.
 Peter Nicholas Williams, né le 14 décembre 1958 à Wigan (Angleterre), est un joueur de rugby à XV qui a joué avec l'équipe d'Angleterre évoluant au poste de demi d'ouverture.  

## Carrière
Williams dispute son premier test match le 4 avril 1987, à l’occasion d’un match contre l'équipe d'Écosse et le dernier contre l'équipe du pays de Galles,  le 8 juin 1987. Il participe à la coupe du monde 1987 (3 matchs disputés). Il a la particularité de n’avoir que 4 sélections, mais 3 en coupe du monde.

## Palmarès
- 4 sélections avec l'équipe d'Angleterre
- Sélections par année : 4 en 1987
- Tournoi des Cinq Nations disputé :  1987